# 고봉화상선요 (서울특별시 유형문화재 제422호)
고봉화상선요(高峰和尙禪要)는 서울특별시 중랑구 숙선옹주로 69, 대한불교조계종 법장사에 있는 조선시대의 불경이다. 2018년 2월 8일 서울특별시의 유형문화재 제422호로 지정되었다.

## 지정 사유
송나라 고봉선사 원묘(原妙, 1238-1295)가 선(禪)수행의 요령을 간추려서 해설한 선종의 지침서로 우리나라에서는 조선시대 불교 강원의 사집과(四集科) 교재로 채택되어 비교적 많이 개판되었는데, 그 중 법장사 신청본은 1573년 황해도 구월산 월정사에서 간행된 판본이다. 범어사본 외에는 동일본이 거의 발견되지 않고 있는 것으로 파악되며 표지가 간행 당시의 원형을 잘 유지하고 있고, 권말에 간행 배경과 관련이 있는 발문이 추가되어 있는 등 원형이 잘 보존된 희귀본이다.
특히 본문에는 구결과 한글 훈독이 묵서로 기재되어 있어 국어학 연구의 학술적으로 중요한 자료이기도 하다. 이에 신청본을 서울시 유형문화재로 지정하여 보존할 만한 가치가 있다.

## 조사보고서
본 자료는 송나라 고봉선사 원묘(原妙, 1238-1295)가 선(禪)수행의 요령을 간추려서 해설한 선종의 지침서로 우리나라에서는 조선시대 불교 강원의 사집과(四集科) 교재로 채택되어 비교적 많이 개판되었는데, 그 중 법장사 신청본은 1573년 황해도 구월산 월정사에서 간행된 판본이다.
이 책은 고봉의 시자 지정(持正)이 기록하고 홍교조(洪喬祖)가 편록하여 ‘禪要’라 이름을 붙였으며, 권수에는 1354년에 쓴 홍교조의 서문과 주영원(朱潁遠)의 발문이 있다. 권말에는 간행기록이 있으며, 전체는 권수의 구분 없이 51장으로 되어 있다.
내용은 개당보설(開堂普說) 1편, 시중(示衆) 14편, 결제시중(結制示衆) 2편, 해제시중(解制示衆) 3편, 입양시중(立陽示衆) 1편, 제야소참(除夜少參) 2편, 만참(晩參) 1편, 직옹(直翁)과 신옹(信翁)과 이통(理通)에게 내린 법어 3편, 통앙산화상의사서(通仰山和尙疑嗣書) 1편, 실중삼관(室中三關) 1편 등 모두 29편으로 구성되어 있다.
법장사 신청본은 표지가 간행 당시 5침으로 장황한 원형을 잘 유지하고 있으며, 좌측 상단에 ‘高峰錄(單)’으로 표제가 묵서되어 있다. 표지의 크기는 25.5×15.8cm이다. 권수면에 月精/寺印이란 사찰 장서인이 날인되어 있다. 판식의 특징을 살펴보면, 변란은 사주단변으로 반곽을 기준으로 크기는 18.5×13.0cm이며, 행자수는 8행18자이다. 판심부에는 흑어미가 서로 내향하고 그 사이에 판심제와 장차가 새겨져 있다. 그리고 천두(天頭) 부분에는 간혹 주해가 쓰여 있으며, 본문은 구결과 한글 훈독이 세필로 묵서되어 있어 독해에 참고가 된다.
권말에는 이 책을 간행할 때 천관(天寬) 스님이 쓴 것으로 보이는 발문이 수록되어 있는데, 본서의 간행배경에 대해서 밝히고 있어 자료적 가치가 있다. 발문의 끝부분에 간기가 기재되어 있어 법장사 신청본은 1573년에 황해도 문화의 월정사에서 개판한 판본임을 확인할 수 있다. 
이와 같이 법장사 신청본은 1573년 황해도 월정사에서 간행한 판본인데, 이 책을 개판하는데 당시 지인(智仁)이 화주로 전체 작업을 주관하였으며, 신봉(信峯)은 판각용 목판을 연판하였고 천감(天鑑)이 각수로 참여하여 전체를 판각하였다. 현재 이와 동일한 내용을 지닌 불서는 국내 여러 기관과 사찰 등에 30여종의 판본이 소장되어 있는 것으로 알려져 있는데, 그 중 황해도 구월산 월정사에서 1573년에 간행한 판본은 부산 범어사 외에 법장사 신청본이 유일한 것으로 파악되고 있다. 본 신청본은 <고봉선요> 전 내용이 온전한 상태로 보존되어 있으며, 표지는 비록 고졸한 모습이나 5침으로 장황한 형태로 비교적 원형 상태를 잘 유지하고 있는 것으로 보인다. 
법장사 신청본은 임란 이전인 1573년 황해도 구월산의 월정사에서 간행되어 한 동안 그 곳에 소장되었던 판본이다. 현재 이와 동일한 판본이 부산의 범어사에 소장되어 있으나, 권말에 발문이 없는 상태이다. 그 외에는 동일본이 거의 발견되지 않고 있는 것으로 파악되고 있어 원형이 잘 보존된 희귀본으로 판단된다. 특히 표지가 간행 당시의 원형을 잘 유지하고 있으며, 권말에 간행 배경과 관련이 있는 발문이 추가되어 있고 본문에는 구결과 한글 훈독이 묵서로 기재되어 있어 국어학 연구의 학술적 가치가 있다. 이에 법장사 소장 『고봉화상선요』는 서울시 유형문화재로 지정할 만한 가치가 충분한 것으로 판단된다.

## 참고 문헌
- 고봉화상선요 - 국가유산청 국가유산포털